# Szczytniak

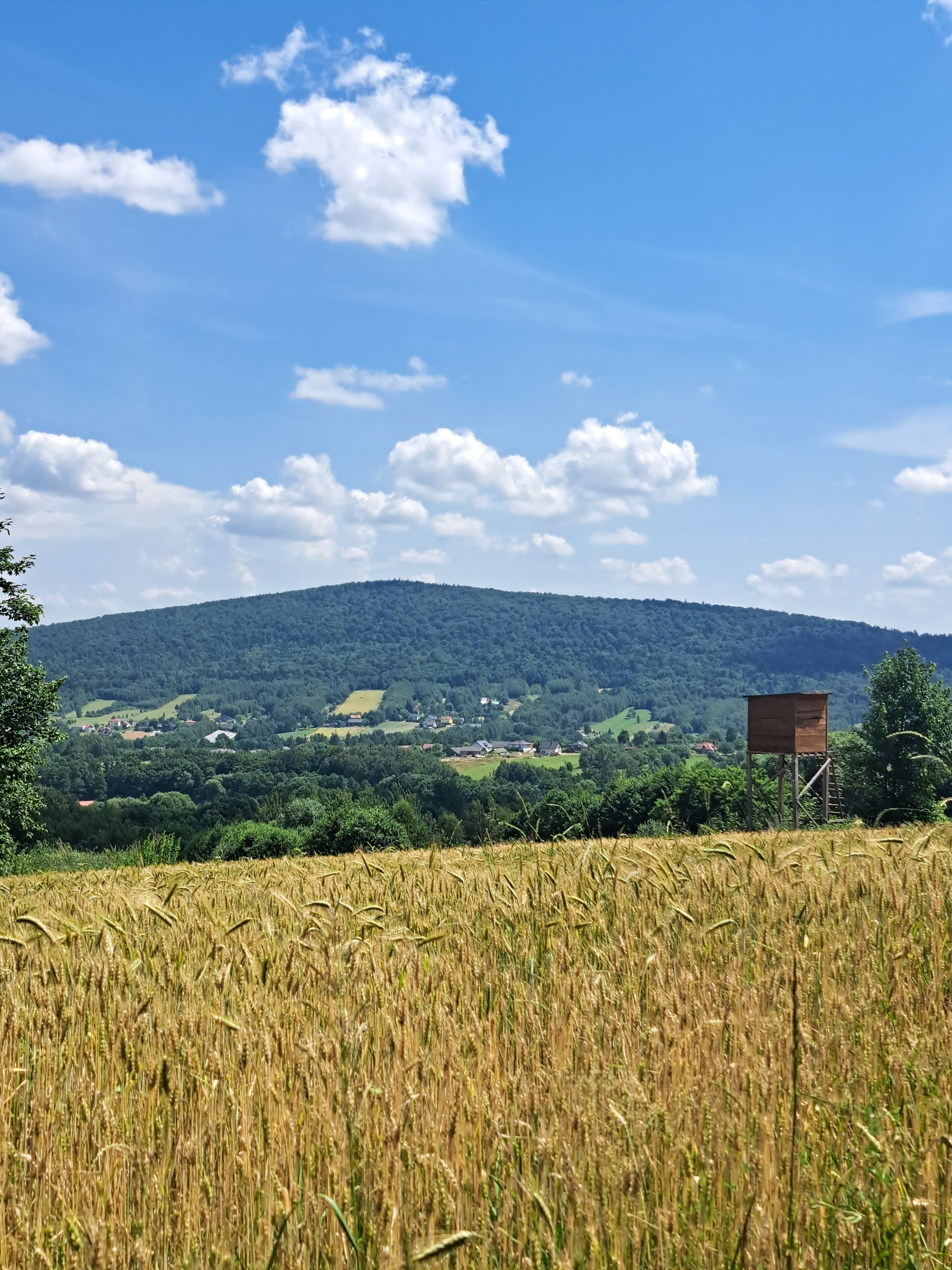
Widok na Szczytniak z okolic Nowej Słupi.

Szczytniak (554 m n.p.m.) – najwyższy szczyt Pasma Jeleniowskiego w Górach Świętokrzyskich.
Położony jest w Jeleniowskim Parku Krajobrazowym.
Na północnym stoku góry znajduje się rezerwat przyrody Szczytniak z fragmentem pierwotnej puszczy jodłowo-bukowej oraz gołoborzem.
Na południowym zboczu góry swe źródło ma Koprzywianka.
Szczytniak był punktem początkowym czarnego szlaku turystycznego prowadzącego przez Chełmową Górę do Nowej Słupi; obecnie szlak ten przedłużono aż do Piórkowa. Przez górę przechodzi  Główny Szlak Świętokrzyski im. Edmunda Massalskiego z Gołoszyc do Kuźniaków.

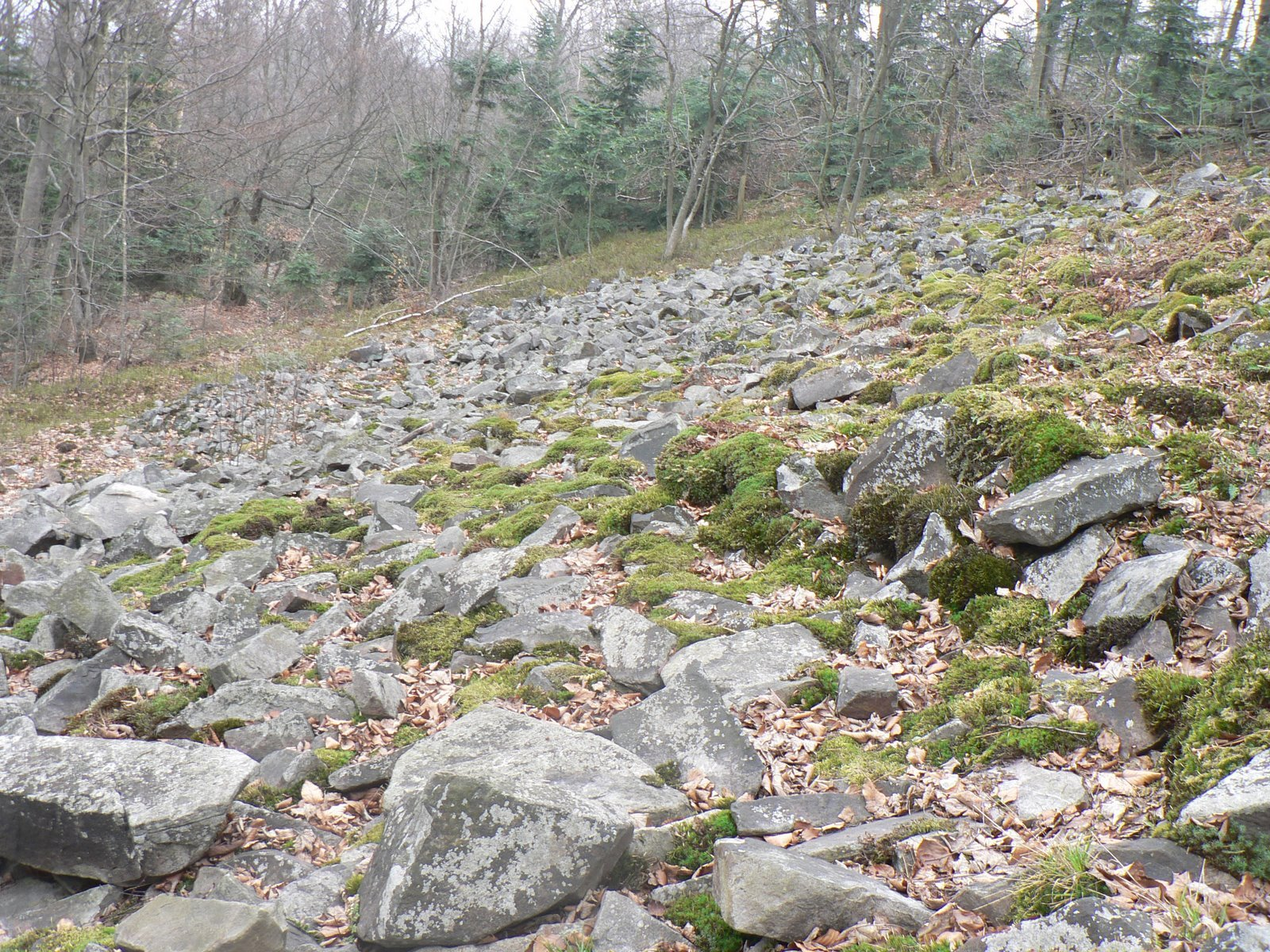
Gołoborze na Szczytniaku